# Stenoponia shanghaiensis
Stenoponia shanghaiensis är en loppart som beskrevs av Liu et Wu 1960. Stenoponia shanghaiensis ingår i släktet Stenoponia och familjen mullvadsloppor. Inga underarter finns listade i Catalogue of Life.